# Nuoto ai Giochi della XXX Olimpiade
Le competizioni di nuoto alle olimpiadi estive del 2012 si sono svolte dal 28 luglio al 4 agosto, con l'evento conclusivo della maratona il 9 ed il 10 agosto. Tutti gli eventi, ad eccezione delle due maratone che si sono svolte ad Hyde Park, sono stati allocati al London Aquatics Centre.

## Programma
- Gli orari sono riportati secondo il fuso orario di Londra, cioè in BTS.

## Calendario finali
| Uomini | 400m S.L. 400m misti   | 100m rana 4x100m S.L.   | 100m dorso 200m S.L. | 200m farfalla 4x200m S.L. | 100m S.L. 200m rana    | 200m dorso 200m misti | 50m S.L. 100m farfalla | 1500m S.L. 4x100m misti | - | -        | Maratona | 17 |
| Donne  | 400m misti 4x100m S.L. | 100m farfalla 400m S.L. | 100m dorso 100m rana | 200m S.L. 200m misti      | 200m farf. 4x200m S.L. | 100m S.L. 200m rana   | 200m dorso 800m S.L.   | 50m S.L. 4x100m misti   | - | Maratona | -        | 17 |
| Totale | 4                      | 4                       | 4                    | 4                         | 4                      | 4                     | 4                      | 4                       | - | 1        | 1        | 34 |

## Formato
Tutte le gare sono state disputate secondo il seguente formato:
50, 100, 200 metri:
- Batterie: i 16 migliori tempi si sono qualificati per le semifinali,
- Semifinali: gli 8 migliori tempi si sono qualificati per la finale,
- Finale.

400, 800, 1500 metri e staffette:
- Batterie: gli 8 migliori tempi si sono qualificati per la finale,
- Finale.

Maratona 10km
- Finale (turno unico).

## Podi

### Uomini
| Evento                          | Oro | Perform.  | Argento | Perform.  | Bronzo | Perform.  |
| Stile libero                    | |           | |           | |           |
| 50 m (dettagli)                 | Florent Manaudou | 21"34     | Cullen Jones | 21"54     | César Cielo Filho                                                                                             | 21"59     |
| 100 m (dettagli)                | Nathan Adrian | 47"52     | James Magnussen | 47"53     | Brent Hayden                                                                                                  | 47"80     |
| 200 m (dettagli)                | Yannick Agnel | 1'43"14   | Tae Hwan Park Sun Yang | 1'44"93   | non assegnato                                                                                                 |           |
| 400 m (dettagli)                | Sun Yang | 3'40"14   | Tae Hwan Park | 3'42"06   | Peter Vanderkaay                                                                                              | 3'44"69   |
| 1500 m (dettagli)               | Sun Yang | 14'31"02  | Ryan Cochrane | 14'39"63  | Oussama Mellouli                                                                                              | 14'40"31  |
| Dorso                           | |           | |           | |           |
| 100 m (dettagli)                | Matthew Grevers | 52"16     | Nick Thoman | 52"92     | Ryōsuke Irie                                                                                                  | 52"97     |
| 200 m (dettagli)                | Tyler Clary | 1'53"41   | Ryōsuke Irie | 1'53"78   | Ryan Lochte                                                                                                   | 1'53"94   |
| Rana                            | |           | |           | |           |
| 100 m (dettagli)                | Cameron van der Burgh | 58"46     | Christian Sprenger | 58"93     | Brendan Hansen                                                                                                | 59"49     |
| 200 m (dettagli)                | Dániel Gyurta | 2'07"28   | Michael Jamieson | 2'07"43   | Ryō Tateishi                                                                                                  | 2'08"29   |
| Farfalla                        | |           | |           | |           |
| 100 m (dettagli)                | Michael Phelps | 51"21     | Chad le Clos Evgenij Korotyškin                                                                                             | 51"44     | non assegnato                                                                                                 |           |
| 200 m (dettagli)                | Chad le Clos | 1'52"96   | Michael Phelps | 1'53"01   | Takeshi Matsuda                                                                                               | 1'53"21   |
| Misti                           | |           | |           | |           |
| 200 m (dettagli)                | Michael Phelps | 1'54"27   | Ryan Lochte | 1'54"90   | László Cseh                                                                                                   | 1'56"22   |
| 400 m (dettagli)                | Ryan Lochte | 4'05"18   | Thiago Pereira | 4'08"86   | Kōsuke Hagino                                                                                                 | 4'08"94   |
| Staffette                       | |           | |           | |           |
| 4x100 m stile libero (dettagli) | Francia Amaury Leveaux Fabien Gilot Clément Lefert Yannick Agnel Alain Bernard* Jérémy Stravius*                               | 3'09"93   | Stati Uniti Nathan Adrian Michael Phelps Cullen Jones Ryan Lochte James Feigen* Matthew Grevers* Ricky Berens* Jason Lezak* | 3'10"38   | Russia Andrej Grečin Nikita Lobincev Vladimir Morozov Danila Izotov Evgenij Lagunov* Sergej Fesikov*          | 3'11"41   |
| 4x200 m stile libero (dettagli) | Stati Uniti Ryan Lochte Conor Dwyer Ricky Berens Michael Phelps Charlie Houchin* Matthew McLean* Davis Tarwater*               | 6'59"70   | Francia Amaury Leveaux Grégory Mallet Clément Lefert Yannick Agnel Jérémy Stravius*                                         | 7'02"77   | Cina Hao Yun Li Yunqi Jiang Haiqi Sun Yang Lu Zhiwu* Dai Jun*                                                 | 7'06"30   |
| 4x100 m misti (dettagli)        | Stati Uniti Matthew Grevers Brendan Hansen Michael Phelps Nathan Adrian Nick Thoman* Eric Shanteau* Tyler McGill Cullen Jones* | 3'29"35   | Giappone Ryōsuke Irie Kōsuke Kitajima Takeshi Matsuda Takurō Fujii                                                          | 3'31"26   | Australia Hayden Stoeckel Christian Sprenger Matt Targett James Magnussen Brenton Rickard* Tommaso D'Orsogna* | 3'31"58   |
| Maratona                        | |           | |           | |           |
| 10 km (dettagli)                | Oussama Mellouli | 1h49'55"1 | Thomas Lurz | 1h49'58"5 | Richard Weinberger                                                                                            | 1h50'00"3 |

* Nuotatori che hanno partecipato solamente nelle batterie di qualificazione e hanno ricevuto medaglie.

### Donne
| Evento                          | Oro | Perform.  | Argento | Perform.  | Bronzo | Perform.  |
| Stile libero                    | |           | |           | |           |
| 50 m (dettagli)                 | Ranomi Kromowidjojo | 24"05     | Aljaksandra Herasimenja | 24"28     | Marleen Veldhuis                                                                                               | 24"39     |
| 100 m (dettagli)                | Ranomi Kromowidjojo | 53"00     | Aljaksandra Herasimenja | 53"38     | Tang Yi | 53"44     |
| 200 m (dettagli)                | Allison Schmitt | 1'53"61   | Camille Muffat | 1'55"58   | Bronte Barratt                                                                                                 | 1'55"81   |
| 400 m (dettagli)                | Camille Muffat | 4'01"45   | Allison Schmitt | 4'01"77   | Rebecca Adlington                                                                                              | 4'03"01   |
| 800 m (dettagli)                | Katie Ledecky | 8'14"63   | Mireia Belmonte García | 8'18"76   | Rebecca Adlington                                                                                              | 8'20"32   |
| Dorso                           | |           | |           | |           |
| 100 m (dettagli)                | Missy Franklin | 58"33     | Emily Seebohm | 58"68     | Aya Terakawa                                                                                                   | 58"83     |
| 200 m (dettagli)                | Missy Franklin | 2'04"06   | Anastasia Zueva | 2'05"92   | Elizabeth Beisel                                                                                               | 2'06"55   |
| Rana                            | |           | |           | |           |
| 100 m (dettagli)                | Rūta Meilutytė | 1'05"47   | Rebecca Soni | 1'05"55   | Satomi Suzuki                                                                                                  | 1'06"46   |
| 200 m (dettagli)                | Rebecca Soni | 2'19"59   | Satomi Suzuki | 2'20"72   | Julija Efimova                                                                                                 | 2'20"92   |
| Farfalla                        | |           | |           | |           |
| 100 m (dettagli)                | Dana Vollmer | 55"98     | Lu Ying | 56"87     | Alicia Coutts                                                                                                  | 56"94     |
| 200 m (dettagli)                | Jiao Liuyang | 2'04"06   | Mireia Belmonte García | 2'05"25   | Natsumi Hoshi                                                                                                  | 2'05"48   |
| Misti                           | |           | |           | |           |
| 200 m (dettagli)                | Ye Shiwen | 2'07"57   | Alicia Coutts | 2'08"15   | Caitlin Leverenz                                                                                               | 2'08"95   |
| 400 m (dettagli)                | Ye Shiwen | 4'28"43   | Elizabeth Beisel | 4'31"27   | Li Xuanxu | 4'32"91   |
| Staffette                       | |           | |           | |           |
| 4x100 m stile libero (dettagli) | Australia Alicia Coutts Cate Campbell Brittany Elmslie Melanie Schlanger Emily Seebohm* Libby Trickett* Yolane Kukla*              | 3'33"15   | Paesi Bassi Inge Dekker Marleen Veldhuis Femke Heemskerk Ranomi Kromowidjojo Hinkelien Schreuder*                                    | 3'33"79   | Stati Uniti Missy Franklin Jessica Hardy Lia Neal Allison Schmitt Natalie Coughlin* Amanda Weir*               | 3'34"24   |
| 4x200 m stile libero (dettagli) | Stati Uniti Missy Franklin Dana Vollmer Shannon Vreeland Allison Schmitt Lauren Perdue* Alyssa Anderson*                           | 7'42"92   | Australia Bronte Barratt Melanie Schlanger Kylie Palmer Alicia Coutts Brittany Elmslie* Angie Bainbridge* Jade Neilsen* Blair Evans* | 7'44"41   | Francia Camille Muffat Charlotte Bonnet Ophélie-Cyrielle Étienne Coralie Balmy Margaux Farrell* Mylene Lazare* | 7'47"49   |
| 4x100 m misti (dettagli)        | Stati Uniti Missy Franklin Rebecca Soni Dana Vollmer Allison Schmitt Rachel Bootsma* Breeja Larson* Claire Donahue* Jessica Hardy* | 3'52"05   | Australia Emily Seebohm Leisel Jones Alicia Coutts Melanie Schlanger Brittany Elmslie*                                               | 3'54"02   | Giappone Aya Terakawa Satomi Suzuki Yuka Katō Haruka Ueda                                                      | 3'55"73   |
| Maratona                        | |           | |           | |           |
| 10 km (dettagli)                | Éva Risztov | 1h57'38"2 | Haley Anderson | 1h57'38"6 | Martina Grimaldi                                                                                               | 1h57'41"8 |

* Nuotatrici che hanno partecipato solamente nelle batterie di qualificazione e hanno ricevuto medaglie.

## Medagliere
| Posizione | Paese         | Oro | Argento | Bronzo | Totale |
| --------- | ------------- | --- | ------- | ------ | ------ |
| 1         | Stati Uniti   | 16  | 9       | 6      | 31     |
| 2         | Cina          | 5   | 2       | 3      | 10     |
| 3         | Francia       | 4   | 2       | 1      | 7      |
| 4         | Paesi Bassi   | 2   | 1       | 1      | 4      |
| 5         | Sudafrica     | 2   | 1       | 0      | 3      |
| 6         | Ungheria      | 2   | 0       | 1      | 3      |
| 7         | Australia     | 1   | 6       | 3      | 10     |
| 8         | Tunisia       | 1   | 0       | 1      | 2      |
| 9         | Lituania      | 1   | 0       | 0      | 1      |
| 10        | Giappone      | 0   | 3       | 8      | 11     |
| 11        | Russia        | 0   | 2       | 2      | 4      |
| 12        | Bielorussia   | 0   | 2       | 0      | 2      |
| 12        | Corea del Sud | 0   | 2       | 0      | 2      |
| 12        | Spagna        | 0   | 2       | 0      | 2      |
| 15        | Gran Bretagna | 0   | 1       | 2      | 3      |
| 15        | Canada        | 0   | 1       | 2      | 3      |
| 17        | Brasile       | 0   | 1       | 1      | 2      |
| 18        | Germania      | 0   | 1       | 0      | 1      |
| 19        | Italia        | 0   | 0       | 1      | 1      |
| Totale    | Totale        | 34  | 36      | 32     | 102    |

## Plurimedagliati
| Pos. | Atleta              | Sesso | Oro | Argento | Bronzo | Totale |
| ---- | ------------------- | ----- | --- | ------- | ------ | ------ |
| 1    | Michael Phelps      | M     | 4   | 2       | 0      | 6      |
| 2    | Missy Franklin      | F     | 4   | 0       | 1      | 5      |
| 3    | Allison Schmitt     | F     | 3   | 1       | 1      | 5      |
| 4    | Dana Vollmer        | F     | 3   | 0       | 0      | 3      |
| 5    | Ryan Lochte         | M     | 2   | 2       | 1      | 5      |
| 6    | Sun Yang            | M     | 2   | 1       | 1      | 4      |
| 7    | Yannick Agnel       | M     | 2   | 1       | 0      | 3      |
| 7    | Ranomi Kromowidjojo | F     | 2   | 1       | 0      | 3      |
| 7    | Rebecca Soni        | F     | 2   | 1       | 0      | 3      |
| 7    | Matt Grevers        | M     | 2   | 1       | 0      | 3      |
| 7    | Nathan Adrian       | M     | 2   | 1       | 0      | 3      |
| 12   | Ye Shiwen           | F     | 2   | 0       | 0      | 2      |
| 13   | Alicia Coutts       | F     | 1   | 3       | 1      | 4      |
| 14   | Emily Seebohm       | F     | 1   | 2       | 0      | 3      |
| 14   | Melanie Schlanger   | F     | 1   | 2       | 0      | 3      |
| 14   | Brittany Elmslie    | F     | 1   | 2       | 0      | 3      |
| 14   | Cullen Jones        | M     | 1   | 2       | 0      | 3      |
| 18   | Camille Muffat      | F     | 1   | 1       | 1      | 3      |
| 19   | Amaury Leveaux      | M     | 1   | 1       | 0      | 2      |
| 19   | Clément Lefert      | M     | 1   | 1       | 0      | 2      |
| 19   | Jérémy Stravius     | M     | 1   | 1       | 0      | 2      |
| 19   | Ricky Berens        | M     | 1   | 1       | 0      | 2      |
| 19   | Chad le Clos        | M     | 1   | 1       | 0      | 2      |
| 19   | Nick Thoman         | M     | 1   | 1       | 0      | 2      |

| Pos. | Atleta                  | Sesso | Oro | Argento | Bronzo | Totale |
| ---- | ----------------------- | ----- | --- | ------- | ------ | ------ |
| 25   | Brendan Hansen          | M     | 1   | 0       | 1      | 2      |
| 25   | Jessica Hardy           | F     | 1   | 0       | 1      | 2      |
| 25   | Oussama Mellouli        | M     | 1   | 0       | 1      | 2      |
| 28   | Ryōsuke Irie            | M     | 0   | 2       | 1      | 3      |
| 29   | Tae Hwan Park           | M     | 0   | 2       | 0      | 2      |
| 29   | Mireia Belmonte García  | F     | 0   | 2       | 0      | 2      |
| 29   | Aljaksandra Herasimenja | F     | 0   | 2       | 0      | 2      |
| 32   | Satomi Suzuki           | F     | 0   | 1       | 2      | 3      |
| 33   | Bronte Barratt          | F     | 0   | 1       | 1      | 2      |
| 33   | Elizabeth Beisel        | F     | 0   | 1       | 1      | 2      |
| 33   | James Magnussen         | M     | 0   | 1       | 1      | 2      |
| 33   | Takeshi Matsuda         | M     | 0   | 1       | 1      | 2      |
| 33   | Christian Sprenger      | M     | 0   | 1       | 1      | 2      |
| 33   | Marleen Veldhuis        | F     | 0   | 1       | 1      | 2      |
| 39   | Rebecca Adlington       | F     | 0   | 0       | 2      | 2      |
| 39   | Aya Terakawa            | F     | 0   | 0       | 2      | 2      |